# زنجره‌مرغ چانه‌سیاه
زنجره‌مرغ چانه‌سیاه یا سنگ‌چشم-کوکوی چانه‌سیاه (نام علمی: Edolisoma mindanense) گونه‌ای پرنده از تیرهٔ سنگ‌چشم-کوکویان است. این پرنده بومی فیلیپین است. این گونه کمیاب و به خوبی شناخته شده نیست. این گونه دارای پنج زیرگونه است که از نظر پر و بال تفاوت‌های قابل توجهی دارند. این احتمال وجود دارد که این گونه در واقع یک گونه پیچیده باشد و از چندین گونه تشکیل شده باشد.
تصور می‌شود که زنجره‌مرغ چانه‌سیاه محدود به جنگل‌های پست و نمناک گرمسیری است. این پرنده به دلیل از دست دادن زیستگاه در معرض تهدید است.
هیچ اطلاعاتی دربارهٔ عادت‌های زادآوری و آشیانه‌سازی آن وجود ندارد.
زیستگاه طبیعی آن در جنگل‌های اولیه مناطق گرمسیری نمناک پست و جنگل‌های ثانویه تا ارتفاع ۱۰۰۰ متر از سطح دریا است.